# Зелений вогонь (фільм)
«Зелений вогонь» — пригодницький драматичний фільм American CinemaScope та Eastmancolor 1954 року, який створила компаня Metro-Goldwyn-Mayer. Режисером став Ендрю Мартон, продюсував Арманд Дойч, а оригінальну музику написав Міклош Рожа. У картині зіграли Грейс Келлі, Стюарт Грейнджер, Пол Дуглас і Джон Еріксон.

## У ролях
- Стюарт Ґрейнджер
- Грейс Келлі — Катерин Новленд
- Джон Еріксон